# Добрынин, Григорий Прокофьевич
Григорий Прокофьевич Добры́нин — советский партийный и государственный деятель.

## Биография
Член ВКП(б).
С июня 1950 года до января 1952 года — председатель Исполнительного комитета Ростовского областного Совета.
С января 1952 года до января 1954 года — 2-й секретарь Ростовского областного комитета ВКП(б) — КПСС.
С января 1954 года — 2-й секретарь Каменского областного комитета КПСС.
Депутат Верховного Совета РСФСР 3-го (1951—1955), 4-го (1955—1959) созывов.